# Like My Mother Does
Like My Mother Does è un brano della cantante country statunitense Lauren Alaina, pubblicato il 25 maggio 2011 subito dopo la finale della decima edizione dell'American Idol, avvenuta la serata precedente, nel quale la cantante s'è classificata seconda. Il brano è stato scritto da Nathan Chapman, Liz Rose e Nicole Williams e prodotto da Mark Bright.
Il video del brano è uscito l'8 agosto 2011 su CMT. È stato diretto da Shaun Silva. Il video è ambientato in una casa e ritrae la cantante che canta la canzone in stanze diverse, mentre vengono mostrati vari video e fotografie della sua infanzia e gioventù. Questi video vanno da quando era piccola fino ad ora, con sua madre sempre dalla sua parte. Inoltre, sua madre appare nel video.
Il singolo è entrato all'undicesima posizione della classifica digitale statunitense vendendo 121 000 copie. Le vendite digitali hanno permesso la sua entrata alla ventesima posizione della Billboard Hot 100. Ha finora venduto 247 000 copie. È inoltre entrato alla cinquantesima posizione in Canada.

## Classifiche
| Classifica (2011) | Posizione massima |
| ----------------- | ----------------- |
| Canada            | 50                |
| Stati Uniti       | 20                |